# Katherine Sleeper Walden
Katherine Sleeper Walden (Roxbury, 27 de noviembre de 1862-Wonalancet, 3 de marzo de 1949) fue una conservacionista ambiental y activista comunitaria estadounidense en Wonalancet (Nuevo Hampshire). Antes de mudarse a Nuevo Hampshire en 1890, fue una miembro activa de la comunidad y una de las primeras mujeres periodistas de Massachusetts.
Después de su llegada a Nuevo Hampshire, Katherine fundó Wonalancet Farm y el Wonalancet Out Door Club y se casó con el famoso explorador y criador de perros Arthur Treadwell Walden en 1902. Sus esfuerzos de conservación y su lucha contra los «barones de la madera» de Nueva Inglaterra lograron proteger miles de acres de bosque primario en las Montañas Blancas.
Debido a los problemas financieros derivados de la Gran Depresión y al deterioro de la salud de Katherine, Katherine y Arthur se vieron obligados a vender la granja Wonalancet y mudarse a la cercana Brook Walden. Allí, se desató un incendio que atrapó a Katherine. Mientras la rescataba e intentaba extinguir el fuego, Arthur murió. Katherine no pudo recuperarse del trauma emocional y físico; falleció dos años después.
The Sleepers, un par de montañas en las Montañas Blancas y el cercano Monte Katherine llevan su nombre. El sendero Kate Sleeper, que atraviesa ambos picos de las Sleepers, también lleva su nombre.

## Primeros años de vida
Katherine Sleeper Walden, nacida como Katherine Sleeper, nació el 27 de noviembre de 1862 en el área de Gran Boston y era hija de Zilpha Loring Thomas y Charles Frederick Sleeper. Los Sleeper eran una familia respetada y adinerada del área metropolitana de Boston. El abuelo de Katherine, John Sherburne Sleeper, fue marinero, capitán de barco, autor de libros infantiles, periodista, editor de periódico y político. Ocupó cargos públicos como alcalde de Roxbury y senador estatal de Massachusetts.
En 1872, cuando Katherine tenía diez años, su madre falleció. Esto provocó que Katherine y su padre se mudaran a la casa de su abuelo en Roxbury. En Roxbury, Katherine completó su educación, participó en la comunidad, asistió a la Escuela Berlitz de Francés, aprendió música y participó con entusiasmo en un club deportivo femenino local. Frecuentaba la zona de Chocorua, en Tamworth, para visitar a su familia y, gracias a estos viajes, llegó a amar las Montañas Blancas de la zona rural de Nuevo Hampshire.
Al comienzo de su vida adulta, Katherine comenzó a trabajar en el periódico de su padre y se convirtió en periodista. Su carrera periodística comenzó una década después de que la primera mujer empleada como escritora en un periódico de Boston, Sallie Joy White, fuera contratada por Boston Press.

## Llegada a Wonalancet

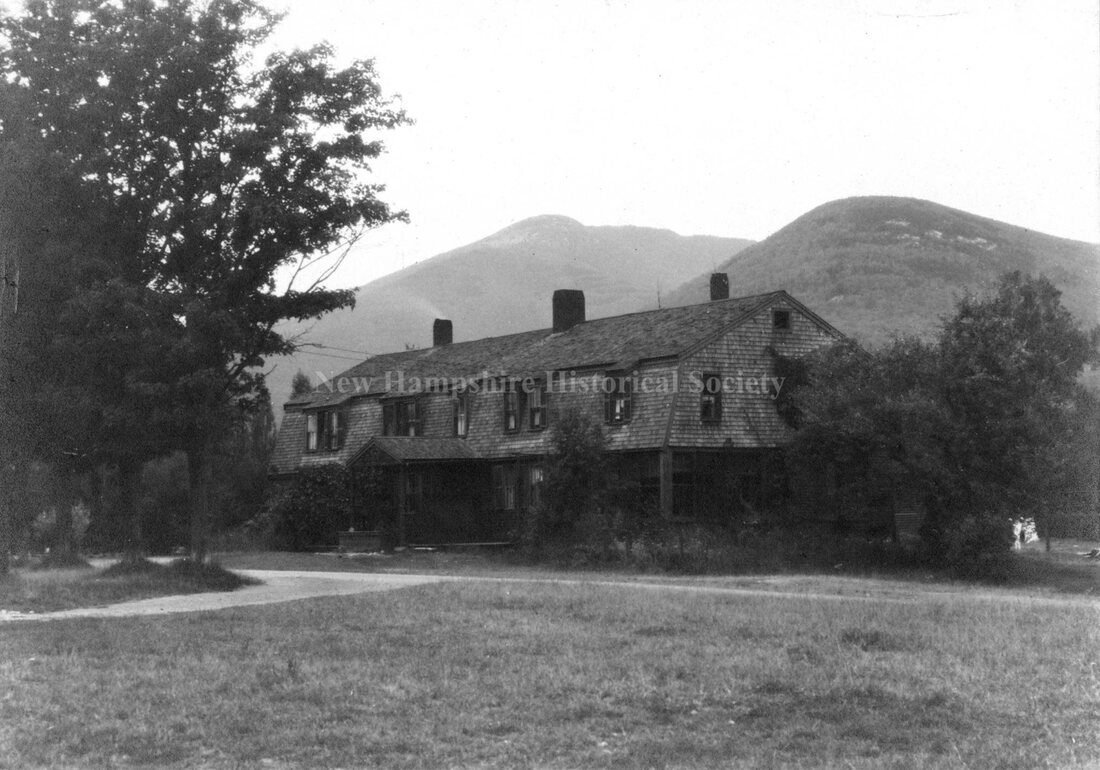
Granja Wonalancet en 1911.

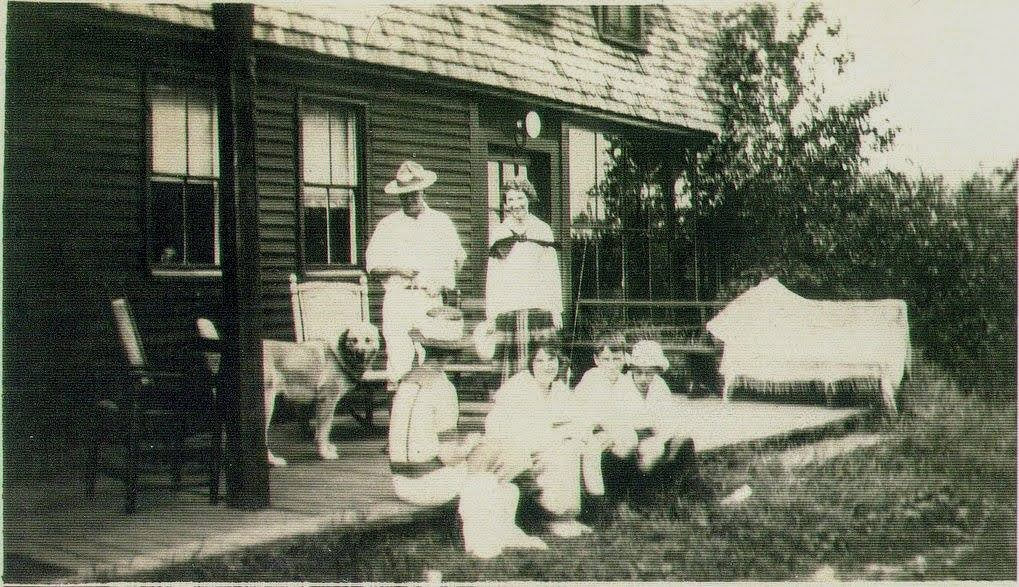
Chinook, Arthur, Katherine y sus vecinos en su porche en Wonalancet Farm.

En 1890, Katherine enfrentó graves complicaciones de salud y, siguiendo la recomendación médica de abandonar la ciudad, emprendió un largo viaje a Tamworth (Nuevo Hampshire). Mientras se alojaba en una pensión local, Katherine decidió abrir una posada en la zona. Durante su estancia en Tamworth, entabló una estrecha relación con su amigo y primo político, Arthur Treadwell Walden.
Katherine tenía 28 años en ese momento, pero a menudo afirmaba ser mucho más joven. Sus afirmaciones de juventud se atribuyen generalmente a su deseo de aparentar una edad más parecida a la de su amigo Arthur, quien era 10 años menor. Se cree que medía menos de 1,50 metros y sus contemporáneos la describían como de voz aguda y, en general, tan joven que, según la tradición, tenía dieciocho años.
Arthur y Katherine fueron al pequeño asentamiento de Birch Intervale, y Katherine decidió comprar la 1300 acres (526,1 ha) de Theophilous Brown. en el lado sur de Sandwich Ridge, que incluía 600 acres (242,8 ha) de campos despejados, 700 acres (283,3 ha) de bosque, y una casa de campo construida en 1814 que Katherine creía ideal para ser convertida en posada. Al avistar la propiedad, Katherine anunció su famosa frase: This is where I'm going to live! («¡Aquí es donde voy a vivir!»). Katherine bautizó la propiedad como Granja Wonalancet en honor a un poema de Lucy Larcom, quien estaba enamorada de las Montañas Blancas.
Contrató a Arthur para administrar la nueva Granja Wonalancet y cuidar los cultivos mientras ella dirigía la posada. Al administrar la extensa propiedad de la granja, Arthur recibió la oportunidad y los recursos para criar y entrenar perros de trineo. Estos esfuerzos dieron origen a la raza Chinook, que ahora es la raza canina oficial del estado de Nuevo Hampshire.

## Conservacionismo, activismo y voluntariado

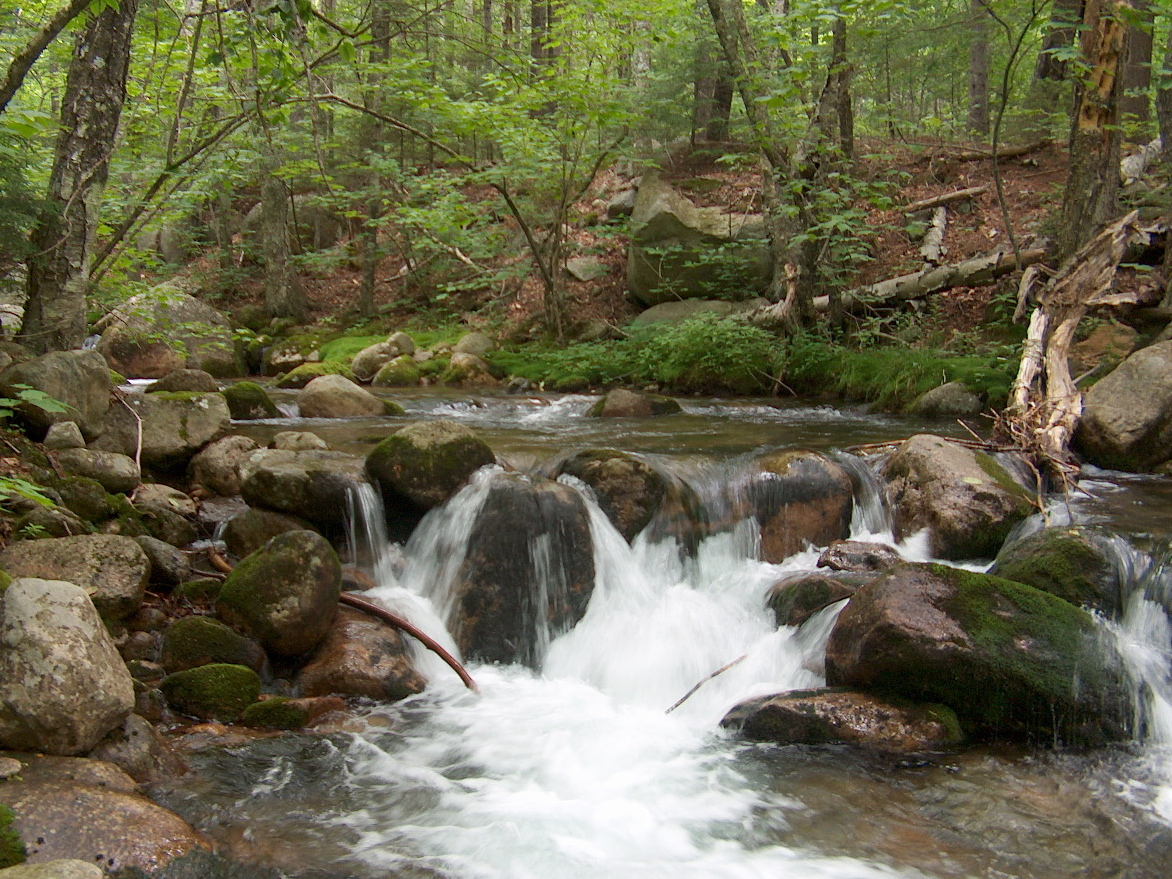
El río Wonalancet.

### Revitalización y organización de Wonalancet
Durante el invierno de 1890-1891, Katherine realizó importantes renovaciones en la granja y rápidamente se convirtió en un miembro respetado de la comunidad. Ese agosto, el presidente del Club de montaña Montes Apalaches (AMC), Charles E. Fay, y el concejal William Ladd se alojaron en la posada durante una visita a la zona. Katherine creía que el pueblo de Birch Intervale, apodado «Poverty Flats», podría revitalizarse al incorporar una industria turística que aún no existía en las Montañas Blancas, por lo que invitó a los funcionarios visitantes del AMC a reunirse con terratenientes locales en la Granja Wonalancet. En esta reunión, Katherine explicó a los lugareños la labor del AMC en la creación de senderos por todo el país y propuso la idea de despejar una ruta de senderismo desde el pueblo hasta la cima del Monte Passaconaway.
Tras persuadir al pueblo, Katherine organizó a los líderes del AMC y a un grupo de agricultores locales para reunirse unos días después y trabajar en el sendero propuesto para el Dicey's Mill Trail. Este sendero sigue siendo el más popular de la montaña. En los años siguientes, Katherine organizó iniciativas para limpiar y embellecer las propiedades de los residentes, reparar las carreteras del pueblo y renovar la capilla local. En 1893, Katherine decidió que Birch Intervale se beneficiaría de una oficina de correos, convirtiéndose así en la primera administradora de correos del pueblo. Para evitar confusiones con el cercano pueblo de Intervale, Birch Intervale pasó a llamarse Wonalancet.
El fomento del turismo por parte de Katherine demostró su valor en cuestión de meses, ya que los senderos tuvieron un éxito inmediato y los periodistas comenzaron a elogiar la Granja Wonalancet como un destino de verano que merecía la pena. Wonalancet pronto fue considerado uno de los principales destinos rurales de Nueva Inglaterra. Los periódicos destacaron la belleza natural de la zona con detalles sobre los senderos recién construidos.
En 1898, para fomentar aún más el turismo y mejorar la zona, Katherine fundó con éxito el Club de Actividades al Aire Libre Wonalancet (WODC), con la siguiente declaración: «Su propósito será la construcción y el mantenimiento de senderos, para mejorar el lugar y desarrollar sus bellezas naturales para atraer a los veraneantes». El WODC trazó senderos, creó mapas, instaló paneles guía, plantó árboles al borde de la carretera y estableció un campamento al pie de una montaña cercana. Antes de 1891, no existían senderos ni rutas de senderismo a las cumbres locales. Para 1901, al menos nueve senderos únicos se mantenían para uso público.

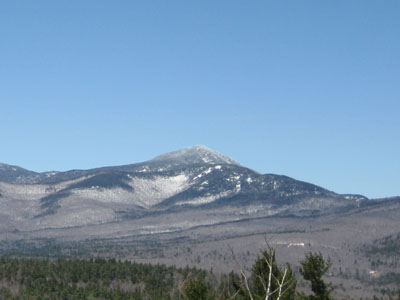
Una vista del monte Passaconaway desde Great Hill.

Para cuando Katherine se casó con Arthur Treadwell Walden en 1902, la pareja llevaba doce años viviendo junta en la Granja Wonalancet. La pareja organizó y patrocinó deportes y actividades de invierno, como el pasatiempo de Arthur: los trineos tirados por perros, mucho antes que otros destinos del noreste. Wonalancet se convirtió rápidamente en el principal centro turístico de las Montañas Blancas, con una gran popularidad durante todo el año.
Arthur también contribuyó enormemente a la popularidad de la granja. Sus perros de trineo y su programa de cría alcanzaron renombre nacional y atrajeron a cientos de visitantes a Wonalancet. Los visitantes interesados solían recibir visitas guiadas personalizadas y detalladas de Arthur. La fama sostenida de Wonalancet hasta nuestros días se debe en parte al renombre de Arthur y a su notable influencia en las carreras de trineos tirados por perros en Nueva Inglaterra.

### Conservación de las Montañas Blancas
Para la década de 1880, los residentes rurales de Nuevo Hampshire estaban cada vez más alarmados por la tala indiscriminada y los incendios forestales causados por la tala insostenible de los «barones de la madera» de Nueva Inglaterra y la expansión de los ferrocarriles por todo el estado. Se inició un ciclo en el que una gran extensión de bosque denso era talada a raudales y las compañías madereras dejaban troncos caídos, maleza seca y restos de tala esparcidos por el suelo. Las brasas y chispas de los ferrocarriles vecinos, que se colocaban para transportar la madera recién cortada, encendían la leña que se les suministraba fácilmente. El WODC explicó la situación y el motivo de alarma:
Los incendios ardieron durante días, y las columnas de humo causaban alarma; el polvo y el humo dificultaban la visibilidad. El rápido escurrimiento de la lluvia y el deshielo provocó inundaciones primaverales y produjo niveles bajos de agua durante el verano y el otoño.
En la primavera de 1903, solo los incendios forestales habían destruido más de 84 000 acres (34 000 ha) de bosques en las Montañas Blancas, lo que representa más de una décima parte de toda la región. En respuesta a la crisis, el Congreso de los Estados Unidos promulgó la Ley Weeks de 1911, que creó una nueva comisión gubernamental llamada Servicio Forestal de los Estados Unidos, encargada de la protección de los bosques de todo el país. El tema del costo de la tierra se convirtió en la principal preocupación de la recién formada comisión, así como la mejor manera de establecer los límites de los Bosques Nacionales recién creados. Una de las áreas protegidas que creó la comisión fue el Bosque Nacional de las Montañas Blancas. Inicialmente, el Bosque Nacional de las Montañas Blancas no incluía las tierras al norte de la ciudad, conocidas como el Bowl, que eran las más populares tanto para residentes como para visitantes.
En 1914, Katherine se enteró de la intención de una empresa maderera de comprar el Bowl y los terrenos que lo rodeaban. Se reunió con el presidente de la Publishers Paper Company, propietaria del área, y logró persuadirlo para que le otorgara una opción sobre 3000 acres (1200 ha) en el Bowl y sus alrededores. El precio de la región la hizo indeseable para la Comisión de Reservas Forestales, pero el WODC, Katherine y otros innumerables clubes e individuos lograron proteger el Bowl.
Ese mismo año, Katherine organizó un festival local para celebrar el centenario de la construcción de su posada y la aprobación de la Ley Weeks. Más tarde, durante la Primera Guerra Mundial, organizó a las mujeres locales para crear apósitos y ropa quirúrgica para las afectadas por el conflicto. Como resultado de sus esfuerzos, el gobierno francés le otorgó un premio.

## Últimos años

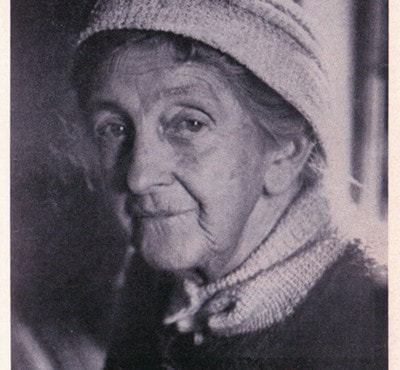
Katherine en su vejez.

Katherine y Arthur administraron la granja Wonalancet hasta la década de 1930, cuando comenzaron a enfrentar dificultades financieras debido a la Gran Depresión y el impacto del automóvil en los viajes. Decidieron jubilarse y optaron por mudarse a la cercana Brook Walden, una casa de vacaciones que había sido propiedad del padre de Arthur. Algunas fuentes, en cambio, afirman que la reubicación de la pareja se debió al deterioro de la salud de Katherine, hasta el punto de quedar incapacitada para administrar la granja mientras Arthur se encontraba en una expedición a la Antártida. Estas fuentes alegan que Katherine fue desalojada de la granja y trasladada a la fuerza a una pequeña cabaña en la propiedad por socios comerciales que obtuvieron un poder notarial sobre Katherine en ausencia de Arthur. Además, afirman que Arthur no pudo recuperar sus pertenencias de la casa y que le confiscaron muchas de sus fuentes de ingresos. Esta dura experiencia, según se informa, resultó en que Arthur vendiera su parte de la propiedad y se mudara a Brook Walden.
Sin embargo, la pareja atravesó dificultades económicas y abandonó la Granja Wonalancet para quedarse con Brook Walden. Durante este tiempo, la salud de Katherine siguió deteriorándose y quedó prácticamente incapacitada para caminar. Arthur decidió retirarse de la cría canina y la exploración para vivir una vida tranquila con Katherine y cuidarla.
A pesar de las dificultades económicas y los problemas de salud generalizados, Katherine continuó con sus esfuerzos de conservación. En 1934, donó otras 215 acres (87 ha) de tierra al Bosque Nacional de las Montañas Blancas. También era dueña de un 57 acres (23 ha) terreno donde el WODC creó los senderos Gordon Path y Ainsworth Trail. Este terreno se vendió posteriormente y ahora pertenece a Lakes Region Conservation Trust, que lo mantiene, y conecta el sendero Chinook con los senderos del Bosque Nacional de las Montañas Blancas.
El 26 de marzo de 1947, un quemador de petróleo dentro de Brook Walden provocó un incendio que se propagó rápidamente. Katherine no podía caminar debido a su salud y, por lo tanto, no podía escapar de la casa por sus propios medios. Arthur, al oír los gritos de auxilio de Katherine, corrió a la cocina, donde ella estaba sentada, y la puso a salvo. Intentó extinguir el fuego, pero murió en el intento. Se cita a Katherine diciendo que Arthur «se fue como le hubiera gustado, envuelto en llamas». Nunca se recuperó por completo del trauma mental y las lesiones físicas que sufrió a consecuencia del incendio y falleció dos años después, el 3 de marzo de 1949. Está enterrada junto a su esposo en el cementerio de la Capilla de la Unión de Wonalancet, una iglesia cuya reconstrucción organizó.

## Legado
A menudo considerado el logro más importante y duradero de Katherine fue su lucha contra los «barones de la madera» de Nueva Inglaterra. Este esfuerzo condujo a grupos conservacionistas a asegurar miles de acres para el Bosque Nacional de las Montañas Blancas y a su exitosa protección del Bowl. El Bowl, ahora oficialmente llamado Área Natural de Investigación del Bowl, es uno de los últimos bosques primarios intactos del nordeste de Estados Unidos y, por lo tanto, se considera un sitio importante para la investigación. También se la recuerda por la fundación del Club de Actividades al Aire Libre de Wonalancet y la revitalización de Wonalancet (Nuevo Hampshire). En respuesta a los esfuerzos de Katherine por revitalizar Wonalancet y conservar el paisaje circundante, Edgar J. Rich, quien visitó la Granja Wonalancet en 1899 y posteriormente se convirtió en un acaudalado mecenas del Club de Actividades al Aire Libre de Wonalancet y del Bosque Nacional de las Montañas Blancas, declaró:
Wonalancet no es una expresión geográfica, es un espíritu, y debe su existencia a una joven que llegó aquí hace veinte años: la señorita Katherine Sleeper.
En 1958, Majory Gane Harkness, sobre la importancia de la llegada de Katherine, escribió:
«[...] ella fue prácticamente la primera forastera de ambos sexos cuando se instaló en este rincón de las colinas en 1890, así como la primera habitante con talento para la organización, y además, era una mujer de excepcional encanto y originalidad sin importar en qué sociedad se la ubicara».
Tres montañas individuales (North Sleeper, South Sleeper y Monte Katherine), una cadena montañosa (The Sleepers) y numerosos senderos de la zona llevan su nombre y sus contribuciones a la comunidad han dado lugar a múltiples novelas, artículos y piezas biográficas sobre su vida y la influencia que tuvo en la configuración de la historia de las Montañas Blancas. El campanario y la campana de Wonalancet Union Chapel, que se construyeron como parte de la campaña de revitalización de Katherine, están dedicados a ella.